# Клепиков, Иван Фёдорович
Иван Фёдорович Клепиков — советский хозяйственный, государственный и политический деятель.

## Биография
Родился в 1914 году в Землянске. Член КПСС с 1942 года.
С 1929 года — на хозяйственной, общественной и политической работе. В 1929—1946 гг. — техник авиационного завода, первостроитель города Комсомольска, председатель Комсомольска-на-Амуре заводского комитета профсоюза, секретарь парткома Комсомольского-на-Амуре авиационного производственного объединения, первый секретарь Ленинского райкома КПСС города Комсомольска-на-Амуре, заместитель заведующего, заведующий отделом партийных, профсоюзных и комсомольских органов Хабаровского крайкома КПСС, первый секретарь Комсомольского-на-Амуре горкома КПСС, заведующий отделом Хабаровского крайкома партии, секретарь Хабаровского обкома КПСС, второй секретарь Хабаровского обкома КПСС.
Избирался депутатом Верховного Совета РСФСР 6-го, 7-го и 8-го созывов.
Делегат XIX, XXIII, XXIV съездов КПСС.
Умер после 1975 года.